# ۱٬۲-سیکلوهگزان دیکربوکسیلیک اسید دیسونویل استر
۱٬۲-سیکلوهگزان دیکربوکسیلیک اسید دیسونویل استر (به انگلیسی: 1,2-Cyclohexane dicarboxylic acid diisononyl ester) یک ترکیب شیمیایی است. شکل ظاهری این ترکیب، مایع بی‌رنگ است.